# Tianhua Dang
Tianhua Dang är en sjö i Kina. Den ligger i provinsen Zhejiang, i den östra delen av landet, omkring 83 kilometer nordost om provinshuvudstaden Hangzhou. Tianhua Dang ligger 3 meter över havet. Arean är 3,4 kvadratkilometer. Trakten runt Tianhua Dang består till största delen av jordbruksmark. Den sträcker sig 6,0 kilometer i nord-sydlig riktning, och 3,3 kilometer i öst-västlig riktning.
Genomsnittlig årsnederbörd är 1 712 millimeter. Den regnigaste månaden är juni, med i genomsnitt 277 mm nederbörd, och den torraste är november, med 65 mm nederbörd.